# Helichrysum melaleucum
Helichrysum melaleucum là một loài thực vật có hoa trong họ Cúc. Loài này được Rchb. mô tả khoa học đầu tiên năm 1830.